# Microstigma brachycarpum
Microstigma brachycarpum är en korsblommig växtart som beskrevs av Viktor Petrovitj Botjantsev. Microstigma brachycarpum ingår i släktet Microstigma och familjen korsblommiga växter. Inga underarter finns listade i Catalogue of Life.